# Pak Song-chol (político)
Pak Song-chol ou Park Sung-chul (hangul: 박성철; 2 de setembro de 1913 – 28 de outubro de 2008) foi um político norte-coreano que ocupou o cargo de primeiro-ministro da Coreia do Norte entre 1976 e 1977, sucedendo Kim Il. Anteriormente, serviu como ministro das Relações Exteriores de 1959 a 1970.

## Biografia
Pak Song-Chol nasceu em Keishū, Keishōhoku-dō (atualmente província de Gyeongsang do Norte), durante o período colonial japonês. Ele ingressou na Universidade Sophia, no Japão, mas abandonou os estudos. Durante sua estadia no exterior, filiou-se ao Partido Comunista Japonês. Pak juntou-se à luta partidária antijaponesa em Manchukuo em abril de 1934. Em 1936, era um jovem membro do 1º Corpo do 5º Exército da União Antijaponesa de Tohoku. Nessa época, era descrito como um jovem extremamente leal e corajoso.
Na primavera de 1942, como oficial de reconhecimento militar soviético recebeu a tarefa de acompanhar a situação de implantação das tropas japonesas na fronteira. Era para ser uma missão que terminaria em uma semana, mas ele só retornou no outono, quando enviou informações importantes por sinais de rádio.

### Coréia do Norte
Em 1948, Pak Song-chol ocupava o cargo de Chefe do Estado-Maior da 3ª Divisão do Exército Popular Coreano, com a patente de coronel. Em 1950, assumiu o comando da 15ª Divisão e participou ativamente da Guerra da Coreia. Após o fim do conflito, em setembro de 1953, foi nomeado Diretor do Ministério da Guarda Nacional. Posteriormente, foi transferido para o Ministério das Relações Exteriores. Foi designado enviado à República Popular da Bulgária em agosto de 1954 e tornou-se embaixador em maio de 1955. Em agosto de 1956, assumiu a Direção Internacional do Comitê Central do Partido dos Trabalhadores da Coreia. No mesmo ano, em outubro, tornou-se Vice-Ministro das Relações Exteriores e, em outubro de 1959, foi nomeado Ministro das Relações Exteriores, cargo que ocupou até sua aposentadoria em julho de 1970. Durante esse período, também exerceu a função de vice-primeiro-ministro no gabinete norte-coreano, a partir de 1966.
Em 1972, como vice-primeiro-ministro, visitou secretamente Seul na preparação para a Declaração Conjunta sobre a reunificação.
Foi nomeado vice-presidente pela Assembleia Popular Suprema em dezembro de 1977 e deixou o cargo em outubro de 1997. Sua última aparição pública foi em setembro de 2003, no camarote das cerimônias de inspeção comemorativas do 55º aniversário na Coreia do Norte.

### Morte e funeral
Pak morreu em 28 de outubro de 2008.